# 東北の神武たち
『東北の神武たち』（とうほくのずんむたち）は、深沢七郎の短編小説。

## 映画
1957年に映画化され、8月27日に千代田劇場で、10月1日に全国公開した。製作、配給は東宝。モノクロ、東宝スコープ、パースペクター立体音響。上映時間は59分。  
東宝スコープの第1作として制作されたが、公開は7月封切りの『大当り三色娘』が先行した。東宝のプロデューサーだった藤本真澄が、『ダイヤモンド・シリーズ』という二本立ての併映作ができる中篇シリーズを企画し、第1回作の『鬼火』（吉屋信子原作・千葉秦樹監督）がヒットし、同時期に東宝が独自のシネマスコープである東宝スコープを開発して映画化できる素材を探している状況だった。その頃、木下恵介監督の『楢山節考』に刺激を受けて原作を読んでいた市川崑は藤本に本作の映画化を企画し、快諾した藤本が交渉して、当時、大映と契約していた市川を東宝に貸し出して監督させるという流れで製作された。主演には当初、三船敏郎を想定していたが断られ、藤本と飲み友達だった芥川比呂志が出演に意欲を見せたことで三船に替わって起用された。市川にとっては初のシネスコサイズでの映画作りだったが、東映や大映と違い、シネスコ用のアナモフィック・レンズと通常のカメラレンズが異なる画質向上を優先した独自のシステムを持つ東宝スコープに悪戦苦闘しながらの撮影だったが、完成試写を見た藤本は「こりゃダメだ！こんなものは当たらん。こんな汚いシャシンが出来るとは、オレには見当がつかなかったよ」とバッサリ切り捨て、市川は「今になって何でけなすんだ。シナリオを読んで、スチールを見て、ラッシュも観てるでしょう」と反論する事態となった。

### キャスト
- 利助ズンム：芥川比呂志
- 仁作ズンム：伊豆肇
- 春永ズンム：小高尊
- 文平ズンム：左卜全
- 堅次ズンム：溝井哲夫
- 勝ぞうズンム：恩田清二郎
- 常ズンム：堺左千夫
- 四郎ズンム：高畑文也
- 駒吉ズンム：千葉一郎
- 貞ズンム：岡部正
- 作太ズンム：千葉太郎
- 熊んばちズンム ：佐藤允
- 太助：千秋実
- 嫁アサ：東郷晴子
- 三角屋敷の父っさん：藤原釜足
- 嚊おえい：浪花千栄子
- おかね婆：三好栄子
- 堅次の家の老婆：沢村いき雄
- 人買いの商人：浜村純
- 仁作の父っさん：山田巳之助
- 仁作の長兄：成田孝
- 春永の父っさん：丘寵児
- 春永の長兄：打越正八
- 双児の父：熊谷二良
- 双児の母：小野松枝
- 双児の長男、次男：広瀬正一（一人二役）
- きぬ：杉浦千恵
- なつ：伊藤英子
- やしゃごの一郎：伊藤卓
- 奥屋敷の父っさん：土屋詩朗
- 常の父っさん：榊田敬二
- 勝の父っさん：勝本圭一郎
- 熊の父っさん：草間璋夫

### スタッフ
- 製作：藤本真澄[4]
- 原作：深沢七郎
- 脚本：久里子亭
- 音楽：團伊玖磨
- 撮影：山田一夫
- 美術：中古智
- 録音：藤好昌生
- 照明：石井長四郎
- 編集：大井英史
- 特殊技術：東宝技術部
- チーフ助監督：岩城英二
- 製作担当：根津博
- 現像：東宝現像所
- 監督：市川崑

### 同時上映
- 8月27日千代田劇場先行上映版

『新しい背広』
製作：金子正且、監督：筧正典、主演：小林桂樹、八千草薫。
- 10月1日全国公開版

『どん底』
製作・監督：黒澤明、主演：三船敏郎。